# Cá nàng hai
Cá nàng hai (danh pháp hai phần: Chitala chitala) hay còn gọi là cá Thát lát còm, cá Còm là một loài cá thuộc họ Cá thát lát. Loài này sinh sống ở Ấn Độ, Việt Nam và một số quốc gia Đông Nam Á khác. Nó được nhập nội vào Hoa Kỳ. Nó ăn các loài cá nhỏ khác.

## Hình ảnh

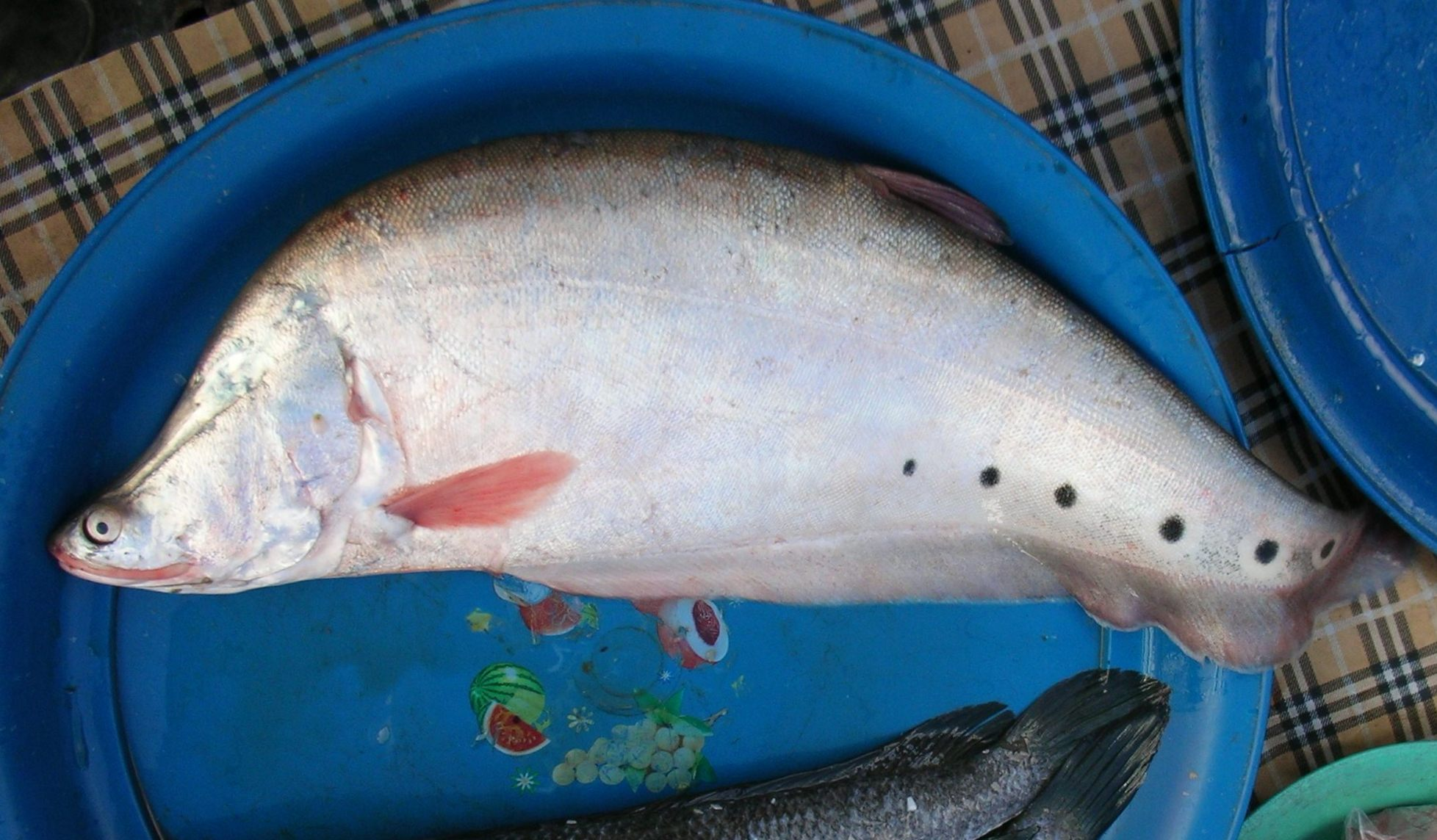
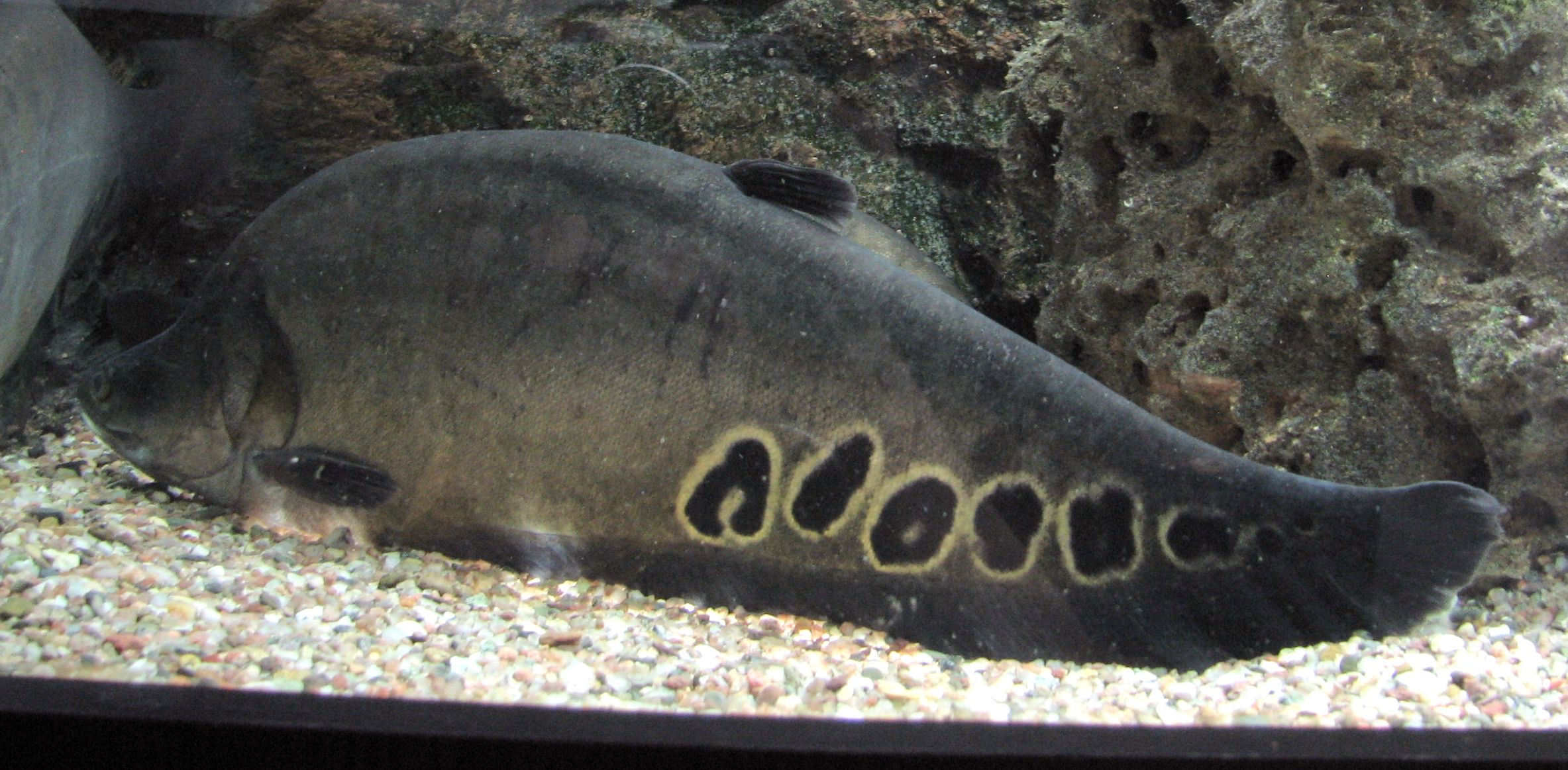
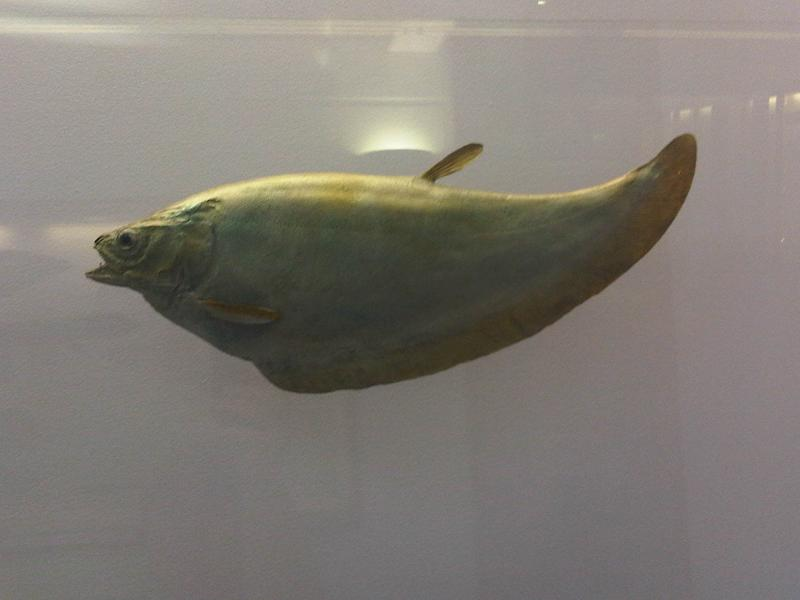
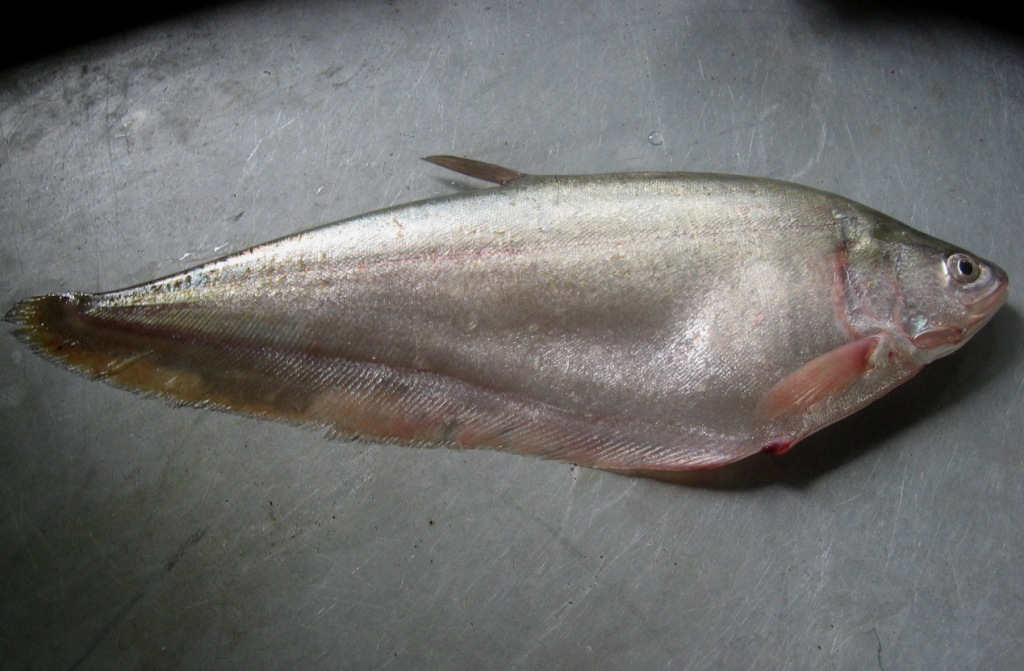